# Béltekhodos
Béltekhodos (Hodișa), település Romániában, a Partiumban, Szatmár megyében.

## Fekvése
Erdődtől délkeletre, a Kraszna egyik jobboldali mellékvize mellett, Meddes, Oláhgyűrűs és Laphegy közt fekvő település.

## Története
Béltekhodos nevét 1424-ben említette először oklevél. Ekkor már népes helység lehetett, mivel kettős alakban; Felhodos és Alhodos néven szerepelt és az erdődi Drágffy uradalom román falvai közt sorolták fel.
1569-ben Pusztahodos, 1586-ban Puzta Hodos, 1808-ban Hodos (Oláh-) néven írták.
1851-ben Fényes Elek írta a településről:
„Oláh-Hodos, Szatmár vármegyében, 6 római, 415 görög katholikus, 7 zsidó lakossal, görög katholikus anyatemplommal, sovány földekkel, szőlővel és kevés erdővel. Földesura gróf Károlyi s mindenkor a bélteki uradalomhoz tartozott."
1910-ben 526 lakosából 2 magyar, 13 német, 511 román volt. Ebből 511 görögkatolikus, 14 izraelita volt.
A trianoni békeszerződés előtt Szatmár vármegye Erdődi járásához tartozott.